# Temporada 1994-95 de los Detroit Pistons
La temporada 1994-95 fue la cuadragésimo séptima de los Pistons en la NBA, y la trigésimo octava en su localización de Detroit, Míchigan. La temporada regular acabaron con 28 victorias y 54 derrotas, ocupando la duodécima posición de la Conferencia Este, no logrando clasificarse para los playoffs.

## Elecciones en elDraft
| Ronda | Puesto | Jugador      | Posición  | Nacionalidad   | Universidad |
| ----- | ------ | ------------ | --------- | -------------- | ----------- |
| 1     | 3      | Grant Hill   | Alero     | Estados Unidos | Duke        |
| 2     | 48     | Jevon Crudup | Ala-Pívot | Estados Unidos | Missouri    |

## Temporada regular
| División Central      | División Central | División Central | División Central | División Central | División Central | División Central | División Central | División Central |
| Equipo                | G                | P                | %                | PD               | Casa             | Fuera            | Div              |                  |
| --------------------- | ---------------- | ---------------- | ---------------- | ---------------- | ---------------- | ---------------- | ---------------- | ---------------- |
| y-Indiana Pacers      | 52               | 30               | .634             | –                | 33–8             | 19–22            | 18–10            |                  |
| x-Charlotte Hornets   | 50               | 32               | .610             | 2                | 29–12            | 21–20            | 17–11            |                  |
| x-Chicago Bulls       | 47               | 35               | .573             | 5                | 28–13            | 19–22            | 16–12            |                  |
| x-Cleveland Cavaliers | 43               | 39               | .524             | 9                | 26–15            | 17–24            | 17–11            |                  |
| x-Atlanta Hawks       | 42               | 40               | .512             | 10               | 24–17            | 18–23            | 9–19             |                  |
| Milwaukee Bucks       | 34               | 48               | .415             | 18               | 22–19            | 12–29            | 13–15            |                  |
| Detroit Pistons       | 28               | 54               | .341             | 24               | 22–19            | 6–35             | 8–20             |                  |

## Estadísticas

### Temporada regular
| Rk | Jugador        | Edad | P  | PT | MP   | TC  | TCI  | %TC   | T3  | T3I | %T3  | TL  | TLI | %TL  | RO  | RD  | RT  | AS  | RB  | TAP | BP  | FP  | PTS  |
| -- | -------------- | ---- | -- | -- | ---- | --- | ---- | ----- | --- | --- | ---- | --- | --- | ---- | --- | --- | --- | --- | --- | --- | --- | --- | ---- |
| 1  | Grant Hill     | 22   | 70 | 69 | 38.3 | 7.3 | 15.2 | .477  | 0.1 | 0.4 | .148 | 5.3 | 7.3 | .732 | 1.8 | 4.6 | 6.4 | 5.0 | 1.8 | 0.9 | 2.9 | 2.9 | 19.9 |
| 2  | Joe Dumars     | 31   | 67 | 67 | 38.0 | 6.2 | 14.5 | .430  | 1.5 | 5.0 | .305 | 4.1 | 5.1 | .805 | 0.7 | 1.7 | 2.4 | 5.5 | 1.1 | 0.1 | 3.3 | 2.3 | 18.1 |
| 3  | Terry Mills    | 27   | 72 | 69 | 34.9 | 5.8 | 13.0 | .447  | 1.5 | 4.0 | .382 | 2.4 | 3.0 | .799 | 1.7 | 6.0 | 7.8 | 2.2 | 0.9 | 0.5 | 2.0 | 3.5 | 15.5 |
| 4  | Allan Houston  | 23   | 76 | 39 | 26.3 | 5.2 | 11.3 | .463  | 2.1 | 4.9 | .424 | 1.9 | 2.3 | .860 | 0.4 | 1.8 | 2.2 | 2.2 | 0.8 | 0.2 | 1.5 | 2.4 | 14.5 |
| 5  | Oliver Miller  | 24   | 64 | 22 | 24.3 | 3.6 | 6.5  | .555  | 0.0 | 0.2 | .231 | 1.2 | 1.9 | .629 | 2.5 | 4.9 | 7.4 | 1.5 | 0.9 | 1.8 | 1.8 | 3.4 | 8.5  |
| 6  | Johnny Dawkins | 31   | 50 | 9  | 23.4 | 2.5 | 5.4  | .463  | 0.5 | 1.5 | .342 | 1.0 | 1.1 | .909 | 0.6 | 1.7 | 2.3 | 4.1 | 1.0 | 0.0 | 1.7 | 1.5 | 6.5  |
| 7  | Mark West      | 34   | 67 | 58 | 23.0 | 3.2 | 5.8  | .556  | 0.0 | 0.0 |      | 1.0 | 2.1 | .478 | 2.4 | 3.7 | 6.1 | 0.3 | 0.4 | 1.5 | 1.3 | 3.7 | 7.5  |
| 8  | Rafael Addison | 30   | 79 | 16 | 22.5 | 3.5 | 7.4  | .476  | 0.3 | 1.1 | .289 | 0.9 | 1.3 | .747 | 0.8 | 2.2 | 3.1 | 1.4 | 0.7 | 0.3 | 1.0 | 3.0 | 8.3  |
| 9  | Lindsey Hunter | 24   | 42 | 26 | 22.5 | 2.8 | 7.6  | .374  | 0.9 | 2.6 | .333 | 1.0 | 1.3 | .727 | 0.6 | 1.2 | 1.8 | 3.8 | 1.2 | 0.2 | 1.9 | 2.2 | 7.5  |
| 10 | Negele Knight  | 27   | 44 | 17 | 15.1 | 1.8 | 4.5  | .392  | 0.3 | 0.6 | .393 | 0.3 | 0.5 | .667 | 0.5 | 0.9 | 1.3 | 2.6 | 0.5 | 0.1 | 1.0 | 1.5 | 4.1  |
| 11 | Mark Macon     | 25   | 55 | 6  | 13.1 | 1.8 | 4.8  | .381  | 0.4 | 1.1 | .323 | 1.0 | 1.2 | .794 | 0.5 | 0.9 | 1.4 | 1.1 | 1.2 | 0.0 | 0.7 | 1.8 | 5.0  |
| 12 | Bill Curley    | 22   | 53 | 1  | 11.2 | 1.1 | 2.5  | .433  | 0.0 | 0.0 |      | 0.5 | 0.7 | .750 | 1.0 | 1.3 | 2.3 | 0.5 | 0.4 | 0.4 | 0.5 | 2.4 | 2.7  |
| 13 | Eric Leckner   | 28   | 57 | 11 | 10.9 | 1.5 | 2.9  | .527  | 0.0 | 0.0 | .000 | 0.9 | 1.3 | .708 | 0.8 | 2.2 | 3.1 | 0.2 | 0.3 | 0.3 | 0.7 | 2.1 | 3.9  |
| 14 | Walter Bond    | 25   | 5  | 0  | 10.2 | 0.6 | 2.4  | .250  | 0.2 | 0.8 | .250 | 0.6 | 0.8 | .750 | 0.2 | 0.8 | 1.0 | 1.4 | 0.2 | 0.0 | 0.6 | 2.0 | 2.0  |
| 15 | Ivano Newbill  | 24   | 34 | 0  | 9.7  | 0.5 | 1.3  | .356  | 0.0 | 0.0 |      | 0.2 | 0.6 | .364 | 1.2 | 1.2 | 2.4 | 0.5 | 0.4 | 0.3 | 0.4 | 1.8 | 1.2  |
| 16 | Mike Peplowski | 24   | 6  | 0  | 3.5  | 0.8 | 0.8  | 1.000 | 0.0 | 0.0 |      | 0.2 | 0.3 | .500 | 0.2 | 0.3 | 0.5 | 0.2 | 0.2 | 0.0 | 0.3 | 1.7 | 1.8  |

## Galardones y récords
| Jugador    | Galardón                                                     |
| Grant Hill | Rookie del Año de la NBA Mejor quinteto de rookies de la NBA |